# St. Georg und Leonhard (Lippertshofen)

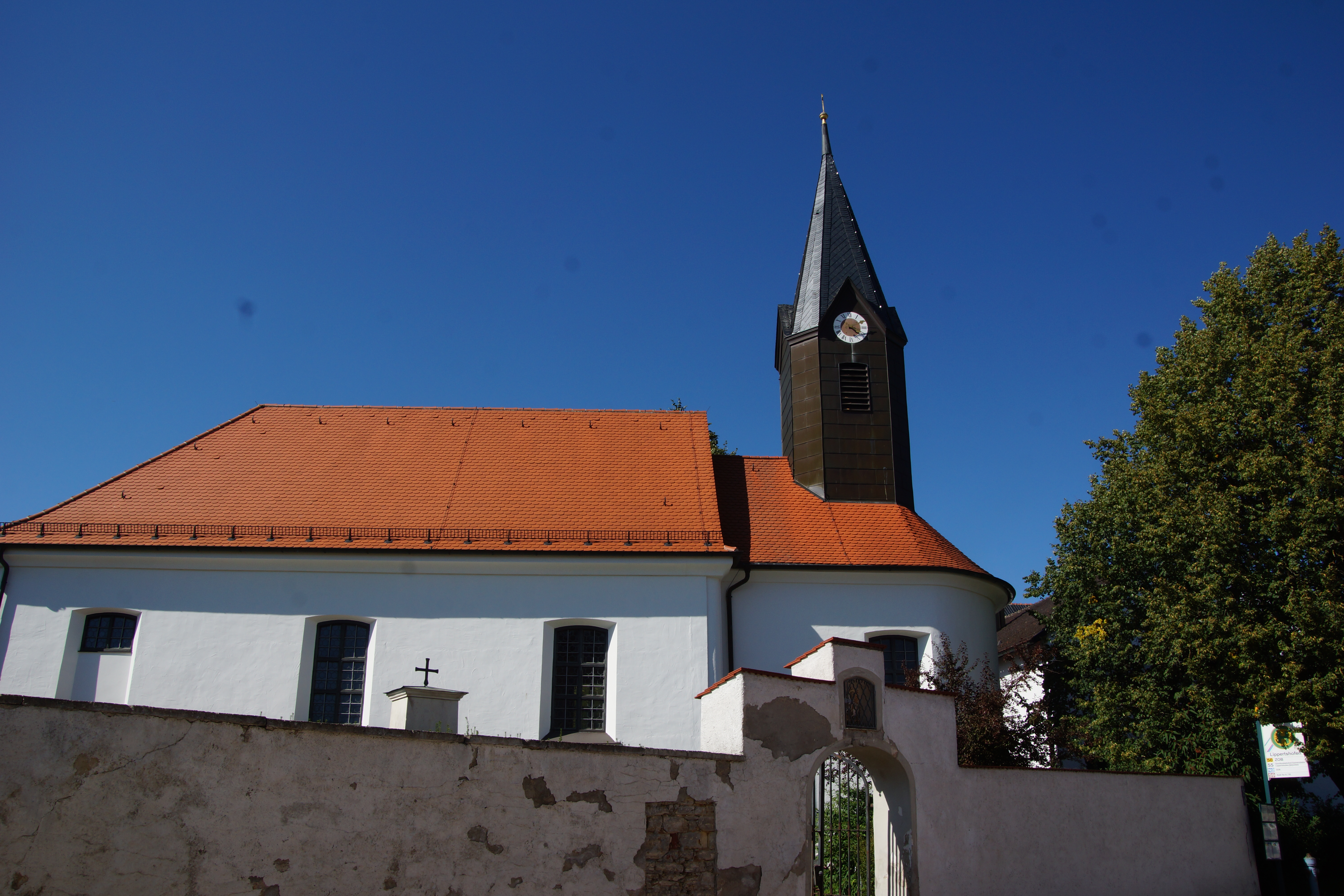
St. Georg und Leonhard in Lippertshofen

Die römisch-katholische Filialkirche St. Georg und Leonhard steht in Lippertshofen, einem Gemeindeteil des Marktes Gaimersheim im oberbayerischen Landkreis Eichstätt. Sie ist in der Liste der Baudenkmäler in Gaimersheim als Baudenkmal unter der Nr. D-1-76-126-23 eingetragen. Die Kirche gehört zum Dekanat Eichstätt des Bistums Eichstätt.

## Beschreibung
Die barocke Saalkirche wurde 1772 nach einem Entwurf von Domenico Maria Salle erbaut. Sie besteht aus dem Langhaus und dem eingezogenen, halbrund geschlossenen Chor im Osten. Seit dem 19. Jahrhundert erhebt sich über dem Dach des Chors ein achteckiger Dachreiter mit spitzem Helm, in den Glockenstuhl und Turmuhr eingebaut sind.
Der Innenraum des Langhauses ist mit einer Flachdecke überspannt, die mit einer Deckenmalerei versehen ist. Der klassizistische Hochaltar wurde 1790 aufgestellt. An der Stelle eines Altarretabels befindet sich die Skulptur einer Schutzmantelmadonna.